# نادي باريس

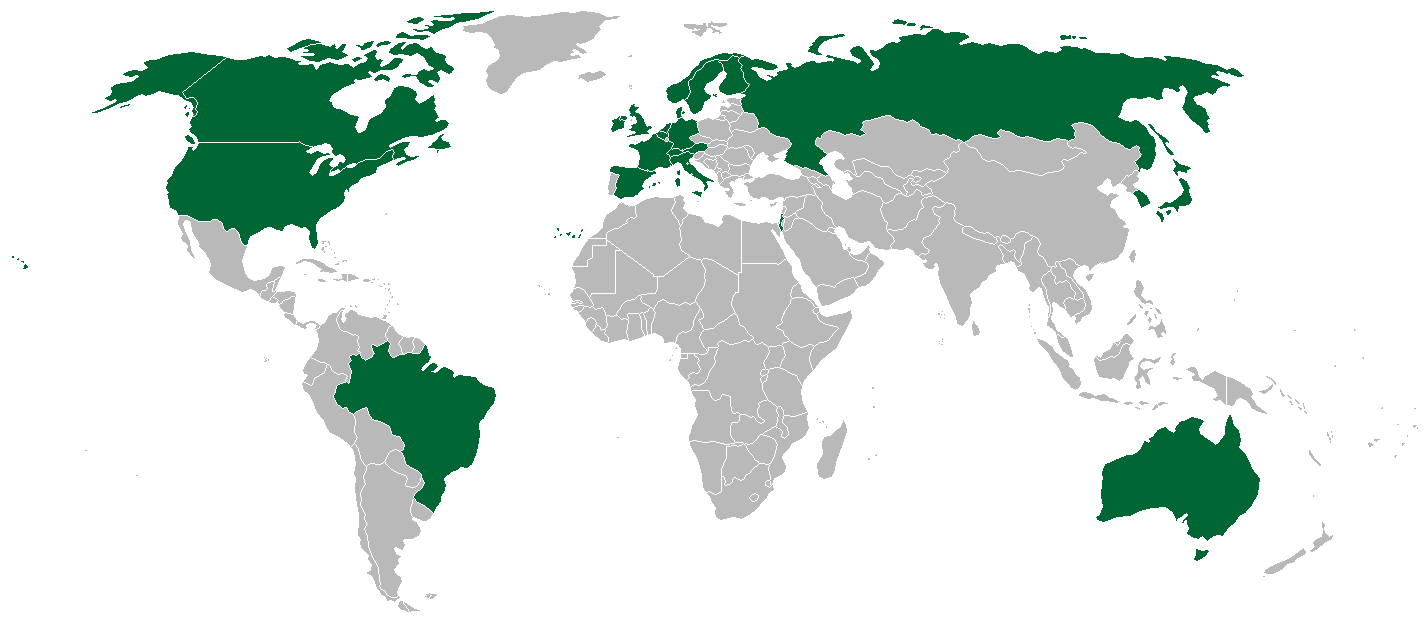
الدول أعضاء نادي باريس تظهر باللون الأخضر

نادي باريس (بالفرنسية: Club de Paris)‏ هو مجموعة غير رسمية مكونة من مسؤولين ماليين مموّليين من 19 دولة تعد من أكبر الاقتصادات في العالم، وانضم لهم مؤخرا (24 يونيو عام 2014) الكيان الصهيوني لتصبح المجموعة مكونة من 20 دولة،  وهي مجموعة تقدم خدمات مالية مثل إعادة جدولة الديون للدول المديونه بدلا من إعلان إفلاسها أو تخفيف عبء الديون بتخفيض الفائدة عليها، والغاء الديون بين الدول المثقلة بالديون ودائنيها. الدول المديونه غالبا ما يتم التوصية بها أو تسجيلها في النادى عن طريق صندوق النقد الدولي بعد أن تكون الحلول البديلة لتسديد ديون تلك الدول قد فشلت.[بحاجة لمصدر]
ينعقد اجتماع النادي كل ستة اسابيع في باريس، في مقر وزارة الاقتصاد والمالية الفرنسية. ويرأسها أحد كبار المسؤولين في دائرة الخزانة الفرنسية (وزارة المالية)، وحالياً المدير العام للخزانة هو رامون فرنانديز. وقد تولدت فكرة ذلك النادي من المحادثات التي عقدت في باريس عام 1956 لنقاش الأزمة بين الأرجنتين ودائنيها المختلفين. وقد دونت أو قننت مبادؤه وإجراءاته في نهاية السبعينات من القرن العشرين في سياق الحوار بين الشمال والجنوب.[بحاجة لمصدر]
ترددت أنباء حول انتهاز إسرائيل الفرصة عقب حصولها على العضوية الدائمة في نادي باريس ومحاولتها شراء ديون مصر من الدول الدائنة [بحاجة لمصدر]، مما دفع حكومة مصر في 4 يوليو 2014 لتسديد القسط النصف سنوي المستحق لدول النادى والذي يبلغ 700 مليون دولار. قالت بيانات البنك المركزى المصري ان ديون مصر لدول نادي باريس ارتفعت 1.3 % في الربع الثالث من السنة المالية 2013-2014 لتسجل 3.71 مليار دولار في مارس 2014 بدلا من 3.66 مليار دولار في مارس 2013. وتعللت الحكومة المصرية بأن اجراءات رفع الدعم عن الوقود في يوليو 2014 جاءت في اطار سداد أقساط تلك الديون، علما بأن مصر كانت قد سددت قسطها المستحق لدول النادي في 2 يناير 2014، والذي يبلغ 700 مليون دولار  قبل انضمام إسرائيل كعضو دائم في النادي.

## التاريخ
عقد أول اجتماع مع دولة مدينة عام 1956 عندما وافقت الأرجنتين على الاجتماع بدائنيها العموميين في باريس. وبما أن نادي باريس عبارة عن مجموعة غير رسمية فليس هناك تاريخ تأسيس، ويبلغ عدد أعضاء النادي 19 عضوا دائما.
أما الدول المدينة فعددها 77 دولة في أفريقيا وآسيا وأوروبا وأميركا الجنوبية.

## الهدف العام
تسعى الدول الأعضاء في نادي باريس إلى إيجاد حلول ملائمة للصعوبات التي تواجهها الدول المدينة في سداد ديونها. وتتفق الدول الدائنة الأعضاء في النادي على تغيير أساليب سداد الديون المستحقة لهم. ويجتمع النادي بالدول المدينة التي تحتاج إلى دين عاجل والتي نفذت والتزمت بتنفيذ الإصلاحات اللازمة لتحسين وضعها الاقتصادي والمالي. وهذا يعني من الناحية العملية ضرورة أن يكون للدولة المدينة برنامج مع صندوق النقد الدولي مدعوم باتفاق مشروط.

## النادي
وبصفته مجموعة غير رسمية فليس للنادي أي قوانين تشريعية، الأمر الذي يمنح الدول الدائنة الأعضاء مرونة في مواجهة المواقف الخاصة لكل دولة مدينة تواجه صعوبات في سداد ديونها. ومع ذلك فقد وضعت الدول الدائنة عددا من القواعد والمبادئ المفيدة لتأمين أي اتفاق يتم إبرامه بين الدول الدائنة من ناحية والدول المدينة من ناحية أخرى، وهذه القواعد والمبادئ مقبولة من قبل كافة الأطراف وتشمل اتخاذ القرارات لكل حالة على حدة، والإجماع والظرفية والتضامن وقابلية المقارنة للمعاملة.
وتلتقي الدول الدائنة من 10 إلى 11 مرة في العام للتفاوض أو التباحث فيما بينهم بشأن موقف الديون الخارجية للدول المدينة أو القضايا المنهجية الخاصة بديون الدول النامية، وتعقد هذه الاجتماعات في باريس.

## الأعمال
ومنذ عام 1956 أبرمت الدول الدائنة الأعضاء في النادي ما يزيد على 433 اتفاقية تتعلق بـ90 دولة مدينة، ومنذ عام 1983 بلغ مجموع الدين المغطى في هذه الاتفاقيات 583 مليار دولار.
و في 2004م قرر النادي شطب ديون العراق. وكذلك بعد زلزال المحيط الهندي في 2004م قرر نادي باريس إعطاء تسهيلات للبلدان المتضررة في سداد التزامتها.

## الأعضاء الدائمون
الأعضاء الدائمون في النادي هم : أستراليا، النمسا، بلجيكا، كندا، الدنمارك، فنلندا، فرنسا، ألمانيا، أيرلندا، إيطاليا، كوريا الجنوبية، اليابان، هولندا، النرويج، روسيا، إسبانيا، السويد، سويسرا، المملكة المتحدة، والولايات المتحدة.

## وصلات خارجية
- الموقع الرسمي لنادي باريس (بالإنجليزية)